# Liga mistrů UEFA 2022/2023 – skupinová fáze
Skupinová fáze Ligy mistrů UEFA 2022/23 začala 6. září 2022 a skončila 2. listopadu 2022. Ve skupinové fázi se utkalo celkem 32 týmů z 15 zemí, které rozhodly o 16 postupujících do vyřazovací fáze Ligy mistrů UEFA 2022/23.
Eintracht Frankfurt se díky výhře v Evropské lize UEFA 2021/22 poprvé představil ve skupinové fázi. Bylo to tedy poprvé, co se Ligy mistrů zúčastnilo pět německých klubů. Tento ročník byl první od sezóny 1995/96, do níž se do skupinové fáze nekvalifikoval aspoň jeden turecký tým. Bylo to také poprvé od sezóny 2007/08, kdy se ve skupinách objevily dva skotské celky.

## Los
Losování skupinové fáze proběhlo 25. srpna 2022 v 18:00 SELČ (19:00 tureckého času) v Istanbulu v Turecku. 32 týmů bylo rozlosováno do osmi skupin po čtyřech. Při losování byly týmy nasazeny do čtyř skupin po osmi týmech podle následujících pravidel:
- V 1. koši se nacházel vítěz Evropské ligy a mistři 7 nejlepších lig na základě jejich koeficientu  UEFA pro sezónu 2021/22.
- Koše 2, 3 a 4 obsahovaly zbývající týmy nasazené na základě jejich klubového koeficientu UEFA z roku 2022.[1]

Týmy ze stejné země nemohly být nalosovány do stejné skupiny. Před losováním vytvořila UEFA dvojice týmů ze stejné ligy (jednu dvojici pro země se dvěma nebo třemi týmy a dvě dvojice pro země se čtyřmi nebo pěti týmy) na základě televizních diváků, kdy byl jeden tým nalosován do skupin A-D a druhý tým do skupin E-H, aby oba týmy hrály v různé dny. Poté, co byly potvrzeny týmy skupinové fáze, UEFA oznámila následující dvojice:
- A  Real Madrid a Barcelona.
- B  Frankfurt a RB Lipsko.
- C  Manchester City a Liverpool.
- D  AC Milán a Neapol.
- E  Bayern Mnichov a Borussia Dortmund.
- F  PSG a Marseille.
- G  Porto a Benfica.
- H  Chelsea a Tottenham .
- I  Juventus a Inter Milán.
- J  Atlético Madrid a Sevilla.
- K  Rangers a Celtic.

V každém kole odehrála čtveřice skupin své zápasy v úterý, zatímco čtveřice skupin odehrála své zápasy ve středu, přičemž se v každém kole střídaly. O rozlosování bylo rozhodnuto po losování pomocí počítačového losu, který nebyl veřejnosti zobrazen. Cílem bylo, aby každý tým neodehrál více než dva zápasy doma nebo dva zápasy venku za sebou a v prvním a posledním kole odehrál jeden zápas doma a jeden zápas venku. Toto uspořádání se lišilo od předchozích sezón, kdy první a poslední kolo hrály stejné dva týmy doma.

## Týmy
Níže jsou uvedeny zúčastněné týmy  seřazené podle jejich klubového koeficientu UEFA v roce 2022. Patří mezi ně:
- 26 týmů, které vstoupily přímo ze své ligy
- 6 vítězů 4. předkola (4 z Mistrovské části, 2 z Nemistrovské části).

| Legenda k barvám                                                       |
| ---------------------------------------------------------------------- |
| Vítězové skupin a 2. týmy v pořadí postupující do Osmifinále           |
| Týmy na třetích místech postupující do Předkola play-off Evropské ligy |

| Tým                 | Koeficient. |
| ------------------- | ----------- |
| Real Madrid         | 124.000     |
| Eintracht Frankfurt | 61.000      |
| Manchester City     | 134.000     |
| AC Milán            | 38.000      |
| Bayern Mnichov      | 138.000     |
| PSG                 | 112.000     |
| Porto               | 80.000      |
| Ajax                | 82.500      |

| Tým               | Koeficient. |
| ----------------- | ----------- |
| Liverpool         | 134.000     |
| Chelsea           | 123.000     |
| Barcelona         | 114.000     |
| Juventus          | 107.000     |
| Atlético Madrid   | 105.000     |
| Sevilla           | 91.000      |
| RB Lipsko         | 83.000      |
| Tottenham Hotspur | 83.000      |

| Tým               | Koeficient. |
| ----------------- | ----------- |
| Borussia Dortmund | 78.000      |
| RB Salzburg       | 71.000      |
| Šachtar Doněck    | 71.000      |
| Inter Milán       | 67.000      |
| Neapol            | 66.000      |
| Benfica           | 61.000      |
| Sporting          | 55.500      |
| Leverkusen        | 53.000      |

| Tým            | Koeficient. |
| -------------- | ----------- |
| Rangers        | 50.250      |
| Dinamo Záhřeb  | 49.500      |
| Marseille      | 44.000      |
| FC Kodaň       | 40.500      |
| Bruggy         | 38.500      |
| Celtic         | 33.000      |
| Viktoria Plzeň | 31.000      |
| Maccabi Haifa  | 7.000       |

Vysvětlivky ke skupinám
|  | Postup do osmifinále                      |
|  | Postup do předkola play-off Evropské ligy |

## Formát
V každé skupině se týmy utkali systémem každý s každým doma a venku. Dva nejlepší týmy z každé skupiny postoupily do vyřazovací fáze. Týmy na třetích místech vstoupily do předkola play-off Evropské ligy, zatímco týmy na čtvrtých místech byly z evropských soutěží pro tuto sezónu vyřazeny.

### Rozhodující kritéria
Týmy byli hodnoceny podle bodů (3 body za výhru, 1 bod za remízu, 0 bodů za prohru). V případě rovnosti bodů dvou nebo více týmů se pro určení pořadí použili následující kritéria v uvedeném pořadí:
1. Body ve vzájemných zápasech mezi vyrovnanými týmy;
2. Rozdíl branek ve vzájemných zápasech mezi vyrovnanými týmy;
3. Vstřelené góly ve vzájemných zápasech mezi vyrovnanými týmy;

Pokud byly více než dva týmy nerozhodně a po uplatnění všech výše uvedených kritérií byla trojice či čtveřice týmů stále nerozhodná, byla všechna výše uvedená kritéria ve vzájemných zápasech znovu uplatněna výhradně na tito týmy;
1. Rozdíl branek ve všech zápasech skupiny;
2. Vstřelené góly ve všech zápasech skupiny;
3. Počet vítězních utkání ve všech zápasech skupiny;
4. Počet vítězních utkání na hřišti soupeře ve všech zápasech skupiny;
5. Disciplinární body (přímá červená karta = 3 body; dvě žluté karta = 3 body; jedna žlutá karta = 1 bod);
6. Klubový koeficient UEFA.

Vzhledem ke zrušení pravidla o počtu gólů ve venkovních zápasech se od minulé sezóny jako rozhodující faktor ve vyřazovacích zápasech nepoužívají góly ve venkovních zápasech. Celkový počet venkovních gólů se však jako rozhodující faktor ve skupinách uplatňuje i nadále.

## Skupiny
Zápasy se hrály ve dnech 6.–7. září, 13.–14. září, 4.–5. října, 11.–12. října, 25.–26. října a 1.–2. listopadu 2022. Plánované časy výkopů byly 18:45 (dva zápasy) a 21:00 (zbývajících šest zápasů) středoevropského času.
Časy jsou uvedeny podle středoevropského času SELČ, jak je uvádí UEFA (místní časy, pokud se liší, jsou uvedeny v závorkách).

### Skupina A
| Poř. | Tým       | Z | V | R | P | VG | OG | B  |
| ---- | --------- | - | - | - | - | -- | -- | -- |
| 1.   | Neapol    | 6 | 5 | 0 | 1 | 20 | 6  | 15 |
| 2.   | Liverpool | 6 | 5 | 0 | 1 | 17 | 6  | 15 |
| 3.   | Ajax      | 6 | 2 | 0 | 4 | 11 | 16 | 6  |
| 4.   | Rangers   | 6 | 0 | 0 | 6 | 2  | 22 | 0  |

1. kolo
| 7. září 2022 18:45                              |     |         |                                                                       |
| Ajax                                            | 4:0 | Rangers | Johan Cruyff ArenA, Amsterdam diváci: 52 862 rozhodčí: Tobias Stieler |
| Álvarez 17' Berghuis 32' Kudus 33' Bergwijn 80' |     |         | Johan Cruyff ArenA, Amsterdam diváci: 52 862 rozhodčí: Tobias Stieler |

| 7. září 2022 21:00                                      |     |           |                                                                                        |
| Neapol                                                  | 4:1 | Liverpool | Stadio Diego Armando Maradona, Neapol diváci: 51 793 rozhodčí: Carlos del Cerro Grande |
| Zieliński 5' (pen.), 47' Zambo Anguissa 31' Simeone 44' |     | Díaz 49'  | Stadio Diego Armando Maradona, Neapol diváci: 51 793 rozhodčí: Carlos del Cerro Grande |

2. kolo
| 13. září 2022 21:00 UTC+1 |     |           |                                                               |
| Liverpool                 | 2:1 | Ajax      | Anfield, Liverpool diváci: 52 387 rozhodčí: Artur Soares Dias |
| Salah 17' Matip 89'       |     | Kudus 27' | Anfield, Liverpool diváci: 52 387 rozhodčí: Artur Soares Dias |

| 14. září 2022 21:00 UTC+1 |     |                                                  |                                                                     |
| Rangers                   | 0:3 | Neapol                                           | Ibrox Stadium, Glasgow diváci: 50 121 rozhodčí: Antonio Mateu Lahoz |
|                           |     | Politano 68' (pen.) Raspadori 85' Ndombélé 90+1' | Ibrox Stadium, Glasgow diváci: 50 121 rozhodčí: Antonio Mateu Lahoz |

3. kolo
| 4. října 2022 21:00 UTC+1            |     |         |                                                            |
| Liverpool                            | 2:0 | Rangers | Anfield, Liverpool diváci: 49 512 rozhodčí: Clément Turpin |
| Alexander-Arnold 7' Salah 53' (pen.) |     |         | Anfield, Liverpool diváci: 49 512 rozhodčí: Clément Turpin |

| 4. října 2022 21:00 |     |                                                                               |                                                                          |
| Ajax                | 1:6 | Neapol                                                                        | Johan Cruyff ArenA, Amsterdam diváci: 52 896 rozhodčí: François Letexier |
| Kudus 9'            |     | Raspadori 18', 47' Di Lorenzo 33' Zieliński 45' Kvaracchelija 63' Simeone 81' | Johan Cruyff ArenA, Amsterdam diváci: 52 896 rozhodčí: François Letexier |

4. kolo
| 12. října 2022 18:45                                         |     |                                  |                                                                             |
| Neapol                                                       | 4:2 | Ajax                             | Stadio Diego Armando Maradona, Neapol diváci: 52 229 rozhodčí: Felix Zwayer |
| Lozano 4' Raspadori 16' Kvaracchelija 62' (pen.) Osimhen 89' |     | Klaassen 49' Bergwijn 83' (pen.) | Stadio Diego Armando Maradona, Neapol diváci: 52 229 rozhodčí: Felix Zwayer |

| 12. října 2022 21:00 UTC+1 |     |                                                            |                                                               |
| Rangers                    | 1:7 | Liverpool                                                  | Ibrox Stadium, Glasgow diváci: 48 820 rozhodčí: Slavko Vinčić |
| Arfield 16'                |     | Firmino 24', 55' Núñez 66' Salah 76', 80', 81' Elliott 87' | Ibrox Stadium, Glasgow diváci: 48 820 rozhodčí: Slavko Vinčić |

5. kolo
| 26. října 2022 21:00 UTC+1    |     |         |                                                                                 |
| Neapol                        | 3:0 | Rangers | Stadio Diego Armando Maradona, Neapol diváci: 39 835 rozhodčí: Halil Umut Meler |
| Simeone 11', 16' Østigård 80' |     |         | Stadio Diego Armando Maradona, Neapol diváci: 39 835 rozhodčí: Halil Umut Meler |

| 26. října 2022 21:00 |     |                                 |                                                                                    |
| Ajax                 | 0:3 | Liverpool                       | Johan Cruyff ArenA, Amsterdam diváci: 53 327 rozhodčí: José María Sánchez Martínez |
|                      |     | Salah 42' Núñez 49' Elliott 52' | Johan Cruyff ArenA, Amsterdam diváci: 53 327 rozhodčí: José María Sánchez Martínez |

6. kolo
| 1. listopadu 2022 21:00 UTC+1 |     |        |                                                                               |
| Liverpool                     | 2:0 | Neapol | Stadio Diego Armando Maradona, Neapol diváci: 52 077 rozhodčí: Tobias Stieler |
| Salah 85' Núñez 90+8'         |     |        | Stadio Diego Armando Maradona, Neapol diváci: 52 077 rozhodčí: Tobias Stieler |

| 1. listopadu 2022 21:00 UTC+1 |     |                                     |                                                              |
| Rangers                       | 1:3 | Ajax                                | Ibrox Stadium, Glasgow diváci: 48 817 rozhodčí: Glenn Nyberg |
| Tavernier 87' (pen.)          |     | Berghuis 4' Kudus 29' Conceição 89' | Ibrox Stadium, Glasgow diváci: 48 817 rozhodčí: Glenn Nyberg |

### Skupina B
| Poř. | Tým              | Z | V | R | P | VG | OG | B  |
| ---- | ---------------- | - | - | - | - | -- | -- | -- |
| 1.   | Porto            | 6 | 4 | 0 | 2 | 12 | 7  | 12 |
| 2.   | Club Bruggy      | 6 | 3 | 2 | 1 | 7  | 4  | 11 |
| 3.   | Bayer Leverkusen | 6 | 1 | 2 | 3 | 4  | 8  | 5  |
| 4.   | Atlético Madrid  | 6 | 1 | 2 | 3 | 5  | 9  | 5  |

1. kolo
| 7. září 2022 21:00             |     |                    |                                                                       |
| Atlético Madrid                | 2:1 | Porto              | Wanda Metropolitano, Madrid diváci: 51 777 rozhodčí: Szymon Marciniak |
| Hermoso 90+1' Griezmann 90+11' |     | Uribe 90+6' (pen.) | Wanda Metropolitano, Madrid diváci: 51 777 rozhodčí: Szymon Marciniak |

| 7. září 2022 21:00 |     |            |                                                                   |
| Bruggy             | 1:0 | Leverkusen | Jan Breydel Stadion, Bruggy diváci: 21 235 rozhodčí: Irfan Peljto |
| Sylla 42'          |     |            | Jan Breydel Stadion, Bruggy diváci: 21 235 rozhodčí: Irfan Peljto |

2. kolo
| 13. září 2022 21:00 UTC+1 |     |                                                     |                                                                           |
| Porto                     | 0:4 | Bruggy                                              | Estádio do Dragão, Porto diváci: 39 225 rozhodčí: Anastasios Sidiropoulos |
|                           |     | Jutglà 15' (pen.) Sowah 47' Skov Olsen 52' Nusa 89' | Estádio do Dragão, Porto diváci: 39 225 rozhodčí: Anastasios Sidiropoulos |

| 13. září 2022 21:00   |     |                 |                                                              |
| Leverkusen            | 2:0 | Atlético Madrid | BayArena, Leverkusen diváci: 25 825 rozhodčí: Michael Oliver |
| Andrich 84' Diaby 87' |     |                 | BayArena, Leverkusen diváci: 25 825 rozhodčí: Michael Oliver |

3. kolo
| 4. října 2022 21:00 UTC+1 |     |            |                                                                  |
| Porto                     | 2:0 | Leverkusen | Estádio do Dragão, Porto diváci: 42 399 rozhodčí: Anthony Taylor |
| Sanusi 69' Galeno 87'     |     |            | Estádio do Dragão, Porto diváci: 42 399 rozhodčí: Anthony Taylor |

| 4. října 2022 21:00  |     |                 |                                                                    |
| Bruggy               | 2:0 | Atlético Madrid | Jan Breydel Stadion, Bruggy diváci: 25 667 rozhodčí: István Kovács |
| Sowah 36' Jutglà 62' |     |                 | Jan Breydel Stadion, Bruggy diváci: 25 667 rozhodčí: István Kovács |

4. kolo
| 12. října 2022 18:45 |     |        |                                                                     |
| Atlético Madrid      | 0:0 | Bruggy | Wanda Metropolitano, Madrid diváci: 60 810 rozhodčí: Danny Makkelie |
|                      |     |        | Wanda Metropolitano, Madrid diváci: 60 810 rozhodčí: Danny Makkelie |

| 12. října 2022 21:00 |     |                                         |                                                             |
| Leverkusen           | 0:3 | Porto                                   | BayArena, Leverkusen diváci: 30 210 rozhodčí: István Kovács |
|                      |     | Galeno 6' Taremi 53' (pen.), 64' (pen.) | BayArena, Leverkusen diváci: 30 210 rozhodčí: István Kovács |

5. kolo
| 26. října 2022 18:45 |     |                                             |                                                                     |
| Bruggy               | 0:4 | Porto                                       | Jan Breydel Stadion, Bruggy diváci: 26 144 rozhodčí: Michael Oliver |
|                      |     | Taremi 33', 70' Evanilson 57' Eustáquio 60' | Jan Breydel Stadion, Bruggy diváci: 26 144 rozhodčí: Michael Oliver |

| 26. října 2022 21:00     |     |                          |                                                                     |
| Atlético Madrid          | 2:2 | Leverkusen               | Wanda Metropolitano, Madrid diváci: 63 803 rozhodčí: Clément Turpin |
| Carrasco 22' De Paul 50' |     | Diaby 9' Hudson-Odoi 29' | Wanda Metropolitano, Madrid diváci: 63 803 rozhodčí: Clément Turpin |

6. kolo
| 1. listopadu 2022 18:45 UTC+1 |     |                     |                                                                  |
| Porto                         | 2:1 | Atlético Madrid     | Estádio do Dragão, Porto diváci: 47 546 rozhodčí: Daniele Orsato |
| Taremi 4' Eustáquio 29'       |     | Marcano 90+5' (vl.) | Estádio do Dragão, Porto diváci: 47 546 rozhodčí: Daniele Orsato |

| 1. listopadu 2022 18:45 |     |        |                                                                |
| Leverkusen              | 0:0 | Bruggy | BayArena, Leverkusen diváci: 30 210 rozhodčí: Maurizio Mariani |
|                         |     |        | BayArena, Leverkusen diváci: 30 210 rozhodčí: Maurizio Mariani |

### Skupina C
| Poř. | Tým            | Z | V | R | P | VG | OG | B  |
| ---- | -------------- | - | - | - | - | -- | -- | -- |
| 1.   | Bayern Mnichov | 6 | 6 | 0 | 0 | 18 | 2  | 18 |
| 2.   | Inter Milán    | 6 | 3 | 1 | 2 | 10 | 7  | 10 |
| 3.   | Barcelona      | 6 | 2 | 1 | 3 | 12 | 12 | 7  |
| 4.   | Viktoria Plzeň | 6 | 0 | 0 | 6 | 5  | 24 | 0  |

1. kolo
| 7. září 2022 21:00                                |        |                |                                                              |
| Barcelona                                         | 5:1    | Viktoria Plzeň | Camp Nou, Barcelona diváci: 77 411 rozhodčí: Lawrence Visser |
| Kessié 13' Lewandowski 34', 45+3', 67' Torres 71' | Report | Sýkora 44'     | Camp Nou, Barcelona diváci: 77 411 rozhodčí: Lawrence Visser |

| 7. září 2022 21:00 |        |                               |                                                         |
| Inter Milán        | 0:2    | Bayern Mnichov                | San Siro, Milán diváci: 58 951 rozhodčí: Clément Turpin |
|                    | Report | Sané 25' D'Ambrosio 66' (vl.) | San Siro, Milán diváci: 58 951 rozhodčí: Clément Turpin |

2. kolo
| 13. září 2022 18:45 |        |                        |                                                             |
| Viktoria Plzeň      | 0:2    | Inter Milán            | Doosan Aréna, Plzeň diváci: 11 252 rozhodčí: Sandro Schärer |
|                     | Report | Džeko 20' Dumfries 70' | Doosan Aréna, Plzeň diváci: 11 252 rozhodčí: Sandro Schärer |

| 13. září 2022 21:00    |     |           |                                                                |
| Bayern Mnichov         | 2:0 | Barcelona | Allianz Aréna, Mnichov diváci: 75 000 rozhodčí: Danny Makkelie |
| Hernández 50' Sané 54' |     |           | Allianz Aréna, Mnichov diváci: 75 000 rozhodčí: Danny Makkelie |

3. kolo
| 4. října 2022 18:45                                |     |                |                                                                  |
| Bayern Mnichov                                     | 5:0 | Viktoria Plzeň | Allianz Aréna, Mnichov diváci: 75 000 rozhodčí: Nikola Dabanović |
| Sané 7', 50' Gnabry 13' Mané 21' Choupo-Moting 59' |     |                | Allianz Aréna, Mnichov diváci: 75 000 rozhodčí: Nikola Dabanović |

| 4. října 2022 21:00 |     |           |                                                        |
| Inter Milán         | 1:0 | Barcelona | San Siro, Milán diváci: 71 368 rozhodčí: Slavko Vinčić |
| Çalhanoğlu 45+2'    |     |           | San Siro, Milán diváci: 71 368 rozhodčí: Slavko Vinčić |

4. kolo
| 12. října 2022 21:00               |     |                                     |                                                               |
| Barcelona                          | 3:3 | Inter Milán                         | Camp Nou, Barcelona diváci: 92 302 rozhodčí: Szymon Marciniak |
| Dembélé 40' Lewandowski 82', 90+2' |     | Barella 50' Martínez 63' Gosens 89' | Camp Nou, Barcelona diváci: 92 302 rozhodčí: Szymon Marciniak |

| 12. října 2022 21:00     |     |                                       |                                                                 |
| Viktoria Plzeň           | 2:4 | Bayern Mnichov                        | Doosan Aréna, Plzeň diváci: 11 326 rozhodčí: Bartosz Frankowski |
| Vlkanova 62' Kliment 75' |     | Mané 10' Müller 14' Goretzka 25', 35' | Doosan Aréna, Plzeň diváci: 11 326 rozhodčí: Bartosz Frankowski |

5. kolo
| 26. října 2022 18:45                     |     |                |                                                         |
| Inter Milán                              | 4:0 | Viktoria Plzeň | San Siro, Milán diváci: 71 849 rozhodčí: Andreas Ekberg |
| Mchitarjan 35' Džeko 42', 66' Lukaku 87' |     |                | San Siro, Milán diváci: 71 849 rozhodčí: Andreas Ekberg |

| 26. října 2022 21:00 |     |                                         |                                                             |
| Barcelona            | 0:3 | Bayern Mnichov                          | Camp Nou, Barcelona diváci: 84 016 rozhodčí: Anthony Taylor |
|                      |     | Mané 10' Choupo-Moting 31' Pavard 90+5' | Camp Nou, Barcelona diváci: 84 016 rozhodčí: Anthony Taylor |

6. kolo
| 1. listopadu 2022 21:00      |     |             |                                                               |
| Bayern Mnichov               | 2:0 | Inter Milán | Allianz Aréna, Mnichov diváci: 75 000 rozhodčí: Ivan Kružliak |
| Pavard 32' Choupo-Moting 72' |     |             | Allianz Aréna, Mnichov diváci: 75 000 rozhodčí: Ivan Kružliak |

| 1. listopadu 2022 21:00 |     |                                     |                                                            |
| Viktoria Plzeň          | 2:4 | Barcelona                           | Doosan Aréna, Plzeň diváci: 11 258 rozhodčí: Radu Petrescu |
| Chorý 51' (pen.), 63'   |     | Alonso 6' Torres 44', 54' Torre 75' | Doosan Aréna, Plzeň diváci: 11 258 rozhodčí: Radu Petrescu |

### Skupina D
| Poř. | Tým                 | Z | V | R | P | VG | OG | B  |
| ---- | ------------------- | - | - | - | - | -- | -- | -- |
| 1.   | Tottenham Hotspur   | 6 | 3 | 2 | 1 | 8  | 6  | 11 |
| 2.   | Eintracht Frankfurt | 6 | 3 | 1 | 2 | 7  | 8  | 10 |
| 3.   | Sporting CP         | 6 | 2 | 1 | 3 | 8  | 9  | 7  |
| 4.   | Marseille           | 6 | 2 | 0 | 4 | 8  | 8  | 6  |

1. kolo
| 7. září 2022 18:45 |     |                                    |                                                                      |
| Frankfurt          | 0:3 | Sporting                           | Deutsche Bank Park, Frankfurt diváci: 50 500 rozhodčí: Orel Grinfeld |
|                    |     | Edwards 65' Trincão 67' Santos 82' | Deutsche Bank Park, Frankfurt diváci: 50 500 rozhodčí: Orel Grinfeld |

| 7. září 2022 21:00 UTC+1 |     |           |                                                                          |
| Tottenham                | 2:0 | Marseille | Tottenham Hotspur Stadium, Londýn diváci: 57 367 rozhodčí: Slavko Vinčić |
| Richarlison 76', 81'     |     |           | Tottenham Hotspur Stadium, Londýn diváci: 57 367 rozhodčí: Slavko Vinčić |

2. kolo
| 13. září 2022 18:45 UTC+1 |        |           |                                                                         |
| Sporting                  | 2:0    | Tottenham | Estádio José Alvalade, Lisabon diváci: 39 899 rozhodčí: Srđan Jovanović |
| Paulinho 90' Arthur 90+3' | Report |           | Estádio José Alvalade, Lisabon diváci: 39 899 rozhodčí: Srđan Jovanović |

| 13. září 2022 21:00 |     |               |                                                                                 |
| Marseille           | 0:1 | Frankfurt     | Stade Vélodrome, Marseille diváci: 62 500 rozhodčí: José María Sánchez Martínez |
|                     |     | Lindstrøm 43' | Stade Vélodrome, Marseille diváci: 62 500 rozhodčí: José María Sánchez Martínez |

3. kolo
| 4. října 2022 19:05                          |     |            |                                                               |
| Marseille                                    | 4:1 | Sporting   | Stade Vélodrome, Marseille diváci: 618 rozhodčí: Davide Massa |
| Sánchez 13' Harit 16' Balerdi 28' Mbemba 84' |     | Trincão 1' | Stade Vélodrome, Marseille diváci: 618 rozhodčí: Davide Massa |

| 4. října 2022 21:00 |     |           |                                                                       |
| Frankfurt           | 0:0 | Tottenham | Deutsche Bank Park, Frankfurt diváci: 50 500 rozhodčí: Daniele Orsato |
|                     |     |           | Deutsche Bank Park, Frankfurt diváci: 50 500 rozhodčí: Daniele Orsato |

4. kolo
| 12. října 2022 21:00 UTC+1        |     |                       |                                                                                    |
| Tottenham                         | 3:2 | Frankfurt             | Tottenham Hotspur Stadium, Londýn diváci: 55 180 rozhodčí: Carlos del Cerro Grande |
| Hung-min 19', 36' Kane 28' (pen.) |     | Kamada 14' Alidou 87' | Tottenham Hotspur Stadium, Londýn diváci: 55 180 rozhodčí: Carlos del Cerro Grande |

| 12. října 2022 21:00 UTC+1 |     |                                  |                                                                                       |
| Sporting                   | 0:2 | Marseille                        | Estádio José Alvalade, Lisabon diváci: 38 126 rozhodčí: Alejandro Hernández Hernández |
|                            |     | Guendouzi 20' (pen.) Sánchez 30' | Estádio José Alvalade, Lisabon diváci: 38 126 rozhodčí: Alejandro Hernández Hernández |

5. kolo
| 26. října 2022 21:00 UTC+1 |     |             |                                                                           |
| Tottenham                  | 1:1 | Sporting    | Tottenham Hotspur Stadium, Londýn diváci: 59 588 rozhodčí: Danny Makkelie |
| Bentancur 80'              |     | Edwards 22' | Tottenham Hotspur Stadium, Londýn diváci: 59 588 rozhodčí: Danny Makkelie |

| 26. října 2022 21:00     |     |               |                                                                          |
| Frankfurt                | 2:1 | Marseille     | Deutsche Bank Park, Frankfurt diváci: 48 700 rozhodčí: Jesús Gil Manzano |
| Kamada 3' Kolo Muani 27' |     | Guendouzi 22' | Deutsche Bank Park, Frankfurt diváci: 48 700 rozhodčí: Jesús Gil Manzano |

6. kolo
| 1. listopadu 2022 21:00 UTC+1 |     |                           |                                                                       |
| Sporting                      | 1:2 | Frankfurt                 | Estádio José Alvalade, Lisabon diváci: 41 744 rozhodčí: Slavko Vinčić |
| Arthur 39'                    |     | Kamada 62' Kolo Muani 72' | Estádio José Alvalade, Lisabon diváci: 41 744 rozhodčí: Slavko Vinčić |

| 1. listopadu 2022 21:00 |     |                            |                                                                      |
| Marseille               | 1:2 | Tottenham                  | Stade Vélodrome, Marseille diváci: 50 768 rozhodčí: Szymon Marciniak |
| Mbemba 45+2'            |     | Lenglet 54' Højbjerg 90+5' | Stade Vélodrome, Marseille diváci: 50 768 rozhodčí: Szymon Marciniak |

### Skupina E
| Poř. | Tým               | Z | V | R | P | VG | OG | B  |
| ---- | ----------------- | - | - | - | - | -- | -- | -- |
| 1.   | Chelsea           | 6 | 4 | 1 | 1 | 10 | 4  | 13 |
| 2.   | AC Milán          | 6 | 3 | 1 | 2 | 12 | 7  | 10 |
| 3.   | Red Bull Salzburg | 6 | 1 | 3 | 2 | 5  | 9  | 6  |
| 4.   | Dinamo Záhřeb     | 6 | 1 | 1 | 4 | 4  | 11 | 4  |

1. kolo
| 6. září 2022 18:45 |     |         |                                                                 |
| Dinamo Záhřeb      | 1:0 | Chelsea | Stadion Maksimir, Záhřeb diváci: 20 607 rozhodčí: István Kovács |
| Oršić 13'          |     |         | Stadion Maksimir, Záhřeb diváci: 20 607 rozhodčí: István Kovács |

| 6. září 2022 21:00 |     |                  |                                                                   |
| RB Salzburg        | 1:1 | AC Milán         | Red Bull Aréna, Salcburk diváci: 29 520 rozhodčí: Srđan Jovanović |
| Okafor 28'         |     | Saelemaekers 40' | Red Bull Aréna, Salcburk diváci: 29 520 rozhodčí: Srđan Jovanović |

2. kolo
| 14. září 2022 18:45                           |     |               |                                                            |
| AC Milán                                      | 3:1 | Dinamo Záhřeb | San Siro, Milán diváci: 61 341 rozhodčí: Jesús Gil Manzano |
| Giroud 45' (pen.) Saelemaekers 47' Pobega 77' |     | Oršić 56'     | San Siro, Milán diváci: 61 341 rozhodčí: Jesús Gil Manzano |

| 14. září 2022 21:00 UTC+1 |     |             |                                                                |
| Chelsea                   | 1:1 | RB Salzburg | Stamford Bridge, Londýn diváci: 38 818 rozhodčí: Ivan Kružliak |
| Sterling 48'              |     | Okafor 75'  | Stamford Bridge, Londýn diváci: 38 818 rozhodčí: Ivan Kružliak |

3. kolo
| 5. října 2022 18:45 |     |               |                                                                    |
| RB Salzburg         | 1:0 | Dinamo Záhřeb | Red Bull Aréna, Salcburk diváci: 28 864 rozhodčí: Andris Treimanis |
| Okafor 71' (pen.)   |     |               | Red Bull Aréna, Salcburk diváci: 28 864 rozhodčí: Andris Treimanis |

| 5. října 2022 21:00 UTC+1           |     |          |                                                                 |
| Chelsea                             | 3:0 | AC Milán | Stamford Bridge, Londýn diváci: 39 537 rozhodčí: Danny Makkelie |
| Fofana 24' Aubameyang 56' James 61' |     |          | Stamford Bridge, Londýn diváci: 39 537 rozhodčí: Danny Makkelie |

4. kolo
| 11. října 2022 21:00 |     |             |                                                                  |
| Dinamo Záhřeb        | 1:1 | RB Salzburg | Stadion Maksimir, Záhřeb diváci: 20 779 rozhodčí: Tobias Stieler |
| Ljubičić 40'         |     | Seiwald 12' | Stadion Maksimir, Záhřeb diváci: 20 779 rozhodčí: Tobias Stieler |

| 11. října 2022 21:00 |     |                                    |                                                         |
| AC Milán             | 0:2 | Chelsea                            | San Siro, Milán diváci: 75 051 rozhodčí: Daniel Siebert |
|                      |     | Jorginho 21' (pen.) Aubameyang 34' | San Siro, Milán diváci: 75 051 rozhodčí: Daniel Siebert |

5. kolo
| 25. října 2022 18:45 |     |                         |                                                                  |
| RB Salzburg          | 1:2 | Chelsea                 | Red Bull Aréna, Salcburk diváci: 29 520 rozhodčí: Sandro Schärer |
| Adamu 48'            |     | Kovačić 23' Havertz 64' | Red Bull Aréna, Salcburk diváci: 29 520 rozhodčí: Sandro Schärer |

| 25. října 2022 21:00 |     |                                                          |                                                                    |
| Dinamo Záhřeb        | 0:4 | AC Milán                                                 | Stadion Maksimir, Záhřeb diváci: 20 572 rozhodčí: Szymon Marciniak |
|                      |     | Gabbia 39' Leão 49' Giroud 59' (pen.) Ljubičić 69' (vl.) | Stadion Maksimir, Záhřeb diváci: 20 572 rozhodčí: Szymon Marciniak |

6. kolo
| 2. listopadu 2022 21:00 UTC+1 |     |               |                                                                    |
| Chelsea                       | 2:1 | Dinamo Záhřeb | Stamford Bridge, Londýn diváci: 39 392 rozhodčí: François Letexier |
| Sterling 18' Zakaria 30'      |     | Petković 7'   | Stamford Bridge, Londýn diváci: 39 392 rozhodčí: François Letexier |

| 2. listopadu 2022 21:00                  |     |             |                                                              |
| AC Milán                                 | 4:0 | RB Salzburg | San Siro, Milán diváci: 74 292 rozhodčí: Antonio Mateu Lahoz |
| Giroud 14', 57' Krunić 46' Messias 90+1' |     |             | San Siro, Milán diváci: 74 292 rozhodčí: Antonio Mateu Lahoz |

### Skupina F
| Poř. | Tým            | Z | V | R | P | VG | OG | B  |
| ---- | -------------- | - | - | - | - | -- | -- | -- |
| 1.   | Real Madrid    | 6 | 4 | 1 | 1 | 15 | 6  | 13 |
| 2.   | RB Lipsko      | 6 | 4 | 0 | 2 | 13 | 9  | 12 |
| 3.   | Šachtar Doněck | 6 | 1 | 3 | 2 | 8  | 10 | 6  |
| 4.   | Celtic         | 6 | 0 | 2 | 4 | 4  | 15 | 1  |

1. kolo
| 6. září 2022 21:00 |     |                                    |                                                              |
| Celtic             | 0:3 | Real Madrid                        | Celtic Park, Glasgow diváci: 57 057 rozhodčí: Sandro Schärer |
|                    |     | Vinícius 56' Modrić 60' Hazard 77' | Celtic Park, Glasgow diváci: 57 057 rozhodčí: Sandro Schärer |

| 6. září 2022 21:00 |     |                                     |                                                               |
| RB Lipsko          | 1:4 | Šachtar Doněck                      | Red Bull Aréna, Lipsko diváci: 41 591 rozhodčí: João Pinheiro |
| Simakan 57'        |     | Šved 16', 58' Mudryk 76' Traoré 85' | Red Bull Aréna, Lipsko diváci: 41 591 rozhodčí: João Pinheiro |

2. kolo
| 14. září 2022 18:45 |     |                      |                                                                      |
| Šachtar Doněck      | 1:1 | Celtic               | Stadion Polské Armády, Varšava diváci: 20 697 rozhodčí: Glenn Nyberg |
| Mudryk 29'          |     | Bondarenko 10' (vl.) | Stadion Polské Armády, Varšava diváci: 20 697 rozhodčí: Glenn Nyberg |

| 14. září 2022 21:00        |     |           |                                                                     |
| Real Madrid                | 2:0 | RB Lipsko | Santiago Bernabéu, Madrid diváci: 54 289 rozhodčí: Maurizio Mariani |
| Valverde 80' Asensio 90+1' |     |           | Santiago Bernabéu, Madrid diváci: 54 289 rozhodčí: Maurizio Mariani |

3. kolo
| 5. října 2022 18:45       |     |          |                                                             |
| RB Lipsko                 | 3:1 | Celtic   | Red Bull Aréna, Lipsko diváci: 45 228 rozhodčí: Espen Eskås |
| Nkunku 27' Silva 64', 77' |     | Jota 47' | Red Bull Aréna, Lipsko diváci: 45 228 rozhodčí: Espen Eskås |

| 5. října 2022 21:00      |     |                |                                                                  |
| Real Madrid              | 2:1 | Šachtar Doněck | Santiago Bernabéu, Madrid diváci: 56 011 rozhodčí: Ivan Kružliak |
| Rodrygo 13' Vinícius 28' |     | Zubkov 39'     | Santiago Bernabéu, Madrid diváci: 56 011 rozhodčí: Ivan Kružliak |

4. Kolo
| 11. října 2022 21:00 |     |               |                                                                       |
| Šachtar Doněck       | 1:1 | Real Madrid   | Stadion Polské Armády, Varšava diváci: 29 030 rozhodčí: Orel Grinfeld |
| Zubkov 46'           |     | Rüdiger 90+5' | Stadion Polské Armády, Varšava diváci: 29 030 rozhodčí: Orel Grinfeld |

| 11. října 2022 21:00 UTC+1 |     |                         |                                                                |
| Celtic                     | 0:2 | RB Lipsko               | Celtic Park, Glasgow diváci: 57 565 rozhodčí: Halil Umut Meler |
|                            |     | Werner 75' Forsberg 84' | Celtic Park, Glasgow diváci: 57 565 rozhodčí: Halil Umut Meler |

5. kolo
| 25. října 2022 21:00 UTC+1 |     |                |                                                                |
| Celtic                     | 1:1 | Šachtar Doněck | Celtic Park, Glasgow diváci: 57 478 rozhodčí: Serdar Gözübüyük |
| Giakoumakis 34'            |     | Mudryk 58'     | Celtic Park, Glasgow diváci: 57 478 rozhodčí: Serdar Gözübüyük |

| 25. října 2022 21:00               |     |                                   |                                                                |
| RB Lipsko                          | 3:2 | Real Madrid                       | Red Bull Aréna, Lipsko diváci: 45 228 rozhodčí: Daniele Orsato |
| Gvardiol 13' Nkunku 18' Werner 81' |     | Vinícius 44' Rodrygo 90+3' (pen.) | Red Bull Aréna, Lipsko diváci: 45 228 rozhodčí: Daniele Orsato |

6. kolo
| 2. listopadu 2022 18:45                                                   |     |          |                                                                          |
| Real Madrid                                                               | 5:1 | Celtic   | Santiago Bernabéu, Madrid diváci: 52 511 rozhodčí: Stéphanie Frappartová |
| Modrić 6' (pen.) Rodrygo 21' (pen.) Asensio 51' Vinícius 61' Valverde 71' |     | Jota 84' | Santiago Bernabéu, Madrid diváci: 52 511 rozhodčí: Stéphanie Frappartová |

| 2. listopadu 2022 18:45 |     |                                                            |                                                                        |
| Šachtar Doněck          | 0:4 | RB Lipsko                                                  | Stadion Polské Armády, Varšava diváci: 26 045 rozhodčí: Michael Oliver |
|                         |     | Nkunku 10' André Silva 50' Szoboszlai 62' Bondar 68' (vl.) | Stadion Polské Armády, Varšava diváci: 26 045 rozhodčí: Michael Oliver |

### Skupina G
| Poř. | Tým               | Z | V | R | P | VG | OG | B  |
| ---- | ----------------- | - | - | - | - | -- | -- | -- |
| 1.   | Manchester City   | 6 | 4 | 2 | 0 | 14 | 2  | 14 |
| 2.   | Borussia Dortmund | 6 | 2 | 3 | 1 | 10 | 5  | 9  |
| 3.   | Sevilla           | 6 | 1 | 2 | 3 | 6  | 12 | 5  |
| 4.   | FC Kodaň          | 6 | 0 | 3 | 3 | 1  | 12 | 3  |

1. kolo
| 6. září 2022 18:45                    |     |          |                                                                        |
| Borussia Dortmund                     | 3:0 | FC Kodaň | Signal Iduna Park, Dortmund diváci: 70 700 rozhodčí: François Letexier |
| Reus 35' Guerreiro 42' Bellingham 83' |     |          | Signal Iduna Park, Dortmund diváci: 70 700 rozhodčí: François Letexier |

| 6. září 2022 21:00 |     |                                       |                                                                              |
| Sevilla            | 0:4 | Manchester City                       | Estadio Ramón Sánchez Pizjuán, Sevilla diváci: 38 764 rozhodčí: Davide Massa |
|                    |     | Haaland 20', 67' Foden 58' Dias 90+2' | Estadio Ramón Sánchez Pizjuán, Sevilla diváci: 38 764 rozhodčí: Davide Massa |

2. kolo
| 14. září 2022 21:00 UTC+1 |     |                   |                                                                    |
| Manchester City           | 2:1 | Borussia Dortmund | Etihad Stadium, Manchester diváci: 50 441 rozhodčí: Daniele Orsato |
| Stones 80' Haaland 84'    |     | Bellingham 56'    | Etihad Stadium, Manchester diváci: 50 441 rozhodčí: Daniele Orsato |

| 14. září 2022 21:00 |     |         |                                                     |
| FC Kodaň            | 0:0 | Sevilla | Parken, Kodaň diváci: 34 910 rozhodčí: Irfan Peljto |
|                     |     |         | Parken, Kodaň diváci: 34 910 rozhodčí: Irfan Peljto |

3. kolo
| 5. října 2022 21:00 UTC+1                                         |     |          |                                                                    |
| Manchester City                                                   | 5:0 | FC Kodaň | Etihad Stadium, Manchester diváci: 51 765 rozhodčí: Donatas Rumšas |
| Haaland 7', 32' Chočolava 39' (vl.) Mahréz 55' (pen.) Álvarez 76' |     |          | Etihad Stadium, Manchester diváci: 51 765 rozhodčí: Donatas Rumšas |

| 5. října 2022 21:00 |     |                                                    |                                                                                  |
| Sevilla             | 1:4 | Borussia Dortmund                                  | Estadio Ramón Sánchez Pizjuán, Sevilla diváci: 34 598 rozhodčí: Maurizio Mariani |
| En-Nesjrí 51'       |     | Guerreiro 6' Bellingham 41' Adeyemi 43' Brandt 75' | Estadio Ramón Sánchez Pizjuán, Sevilla diváci: 34 598 rozhodčí: Maurizio Mariani |

4. kolo
| 11. října 2022 18:45 |     |                 |                                                          |
| FC Kodaň             | 0:0 | Manchester City | Parken, Kodaň diváci: 35 447 rozhodčí: Artur Soares Dias |
|                      |     |                 | Parken, Kodaň diváci: 35 447 rozhodčí: Artur Soares Dias |

| 11. října 2022 21:00 |     |             |                                                                      |
| Borussia Dortmund    | 1:1 | Sevilla     | Signal Iduna Park, Dortmund diváci: 81 000 rozhodčí: Srđan Jovanović |
| Bellingham 35'       |     | Nianzou 18' | Signal Iduna Park, Dortmund diváci: 81 000 rozhodčí: Srđan Jovanović |

5. kolo
| 25. října 2022 18:45                 |     |          |                                                                                |
| Sevilla                              | 3:0 | FC Kodaň | Estadio Ramón Sánchez Pizjuán, Sevilla diváci: 29 884 rozhodčí: Benoît Bastien |
| En-Nesjrí 61' Isco 88' Montiel 90+2' |     |          | Estadio Ramón Sánchez Pizjuán, Sevilla diváci: 29 884 rozhodčí: Benoît Bastien |

| 25. října 2022 21:00 |     |                 |                                                                   |
| Borussia Dortmund    | 0:0 | Manchester City | Signal Iduna Park, Dortmund diváci: 81 000 rozhodčí: Davide Massa |
|                      |     |                 | Signal Iduna Park, Dortmund diváci: 81 000 rozhodčí: Davide Massa |

6. kolo
| 2. listopadu 2022 21:00 UTC+1    |     |         |                                                                   |
| Manchester City                  | 3:1 | Sevilla | Etihad Stadium, Manchester diváci: 51 610 rozhodčí: Orel Grinfeld |
| Lewis 52' Álvarez 73' Mahrez 83' |     | Mir 31' | Etihad Stadium, Manchester diváci: 51 610 rozhodčí: Orel Grinfeld |

| 2. listopadu 2022 21:00 |     |                   |                                                       |
| FC Kodaň                | 1:1 | Borussia Dortmund | Parken, Kodaň diváci: 31 900 rozhodčí: Alijar Aghajev |
| Haraldsson 41'          |     | T. Hazard 23'     | Parken, Kodaň diváci: 31 900 rozhodčí: Alijar Aghajev |

### Skupina H
| Poř. | Tým                 | Z | V | R | P | VG | OG | B  |
| ---- | ------------------- | - | - | - | - | -- | -- | -- |
| 1.   | Benfica             | 6 | 4 | 2 | 0 | 16 | 7  | 14 |
| 2.   | Paris Saint-Germain | 6 | 4 | 2 | 0 | 16 | 7  | 14 |
| 3.   | Juventus            | 6 | 1 | 0 | 5 | 9  | 13 | 3  |
| 4.   | Maccabi Haifa       | 6 | 1 | 0 | 5 | 7  | 21 | 3  |

1. kolo
| 6. září 2022 21:00 |     |              |                                                            |
| PSG                | 2:1 | Juventus     | Park Princů, Paříž diváci: 47 415 rozhodčí: Anthony Taylor |
| Mbappé 5', 22'     |     | McKennie 53' | Park Princů, Paříž diváci: 47 415 rozhodčí: Anthony Taylor |

| 6. září 2022 21:00     |     |               |                                                                 |
| Benfica                | 2:0 | Maccabi Haifa | Estádio da Luz, Lisabon diváci: 55 130 rozhodčí: Andreas Ekberg |
| Silva 50' Grimaldo 54' |     |               | Estádio da Luz, Lisabon diváci: 55 130 rozhodčí: Andreas Ekberg |

2. kolo
| 14. září 2022 21:00 |     |                            |                                                              |
| Juventus            | 1:2 | Benfica                    | Allianz Stadium, Turín diváci: 34 015 rozhodčí: Felix Zwayer |
| Milik 4'            |     | Mário 43' (pen.) Nerés 55' | Allianz Stadium, Turín diváci: 34 015 rozhodčí: Felix Zwayer |

| 14. září 2022 21:00 UTC+3 |     |                                 |                                                                   |
| Maccabi Haifa             | 1:3 | PSG                             | Sammy Ofer Stadium, Haifa diváci: 30 421 rozhodčí: Daniel Siebert |
| Chery 24'                 |     | Messi 37' Mbappé 69' Neymar 88' | Sammy Ofer Stadium, Haifa diváci: 30 421 rozhodčí: Daniel Siebert |

3. kolo
| 5. října 2022 21:00          |     |               |                                                                |
| Juventus                     | 2:1 | Maccabi Haifa | Allianz Stadium, Turín diváci: 28 498 rozhodčí: Sandro Schärer |
| Rabiot 35', 83' Vlahović 50' |     | David 75'     | Allianz Stadium, Turín diváci: 28 498 rozhodčí: Sandro Schärer |

| 5. října 2022 21:00 UTC+1 |     |           |                                                                    |
| Benfica                   | 1:1 | PSG       | Estádio da Luz, Lisabon diváci: 62 295 rozhodčí: Jesús Gil Manzano |
| Danilo 41' (vl.)          |     | Messi 22' | Estádio da Luz, Lisabon diváci: 62 295 rozhodčí: Jesús Gil Manzano |

4. kolo
| 11. října 2022 18:45 UTC+3 |     |          |                                                                        |
| Maccabi Haifa              | 2:0 | Juventus | Sammy Ofer Stadium, Haifa diváci: 30 074 rozhodčí: Antonio Mateu Lahoz |
| Atzili 7', 42'             |     |          | Sammy Ofer Stadium, Haifa diváci: 30 074 rozhodčí: Antonio Mateu Lahoz |

| 11. října 2022 21:00 |     |                       |                                                            |
| PSG                  | 1:1 | Benfica               | Park Princů, Paříž diváci: 46 435 rozhodčí: Michael Oliver |
| Mbappé 40' (pen.)    |     | João Mário 62' (pen.) | Park Princů, Paříž diváci: 46 435 rozhodčí: Michael Oliver |

5. kolo
| 25. října 2022 21:00                                                   |     |               |                                                          |
| PSG                                                                    | 7:2 | Maccabi Haifa | Park Princů, Paříž diváci: 46 435 rozhodčí: Felix Zwayer |
| Messi 19', 44' Mbappé 32', 64' Neymar 35' Goldberg 67' (vl.) Soler 84' |     | Seck 38', 50' | Park Princů, Paříž diváci: 46 435 rozhodčí: Felix Zwayer |

| 25. října 2022 21:00 UTC+1                                  |     |                                 |                                                                  |
| Benfica                                                     | 4:3 | Juventus                        | Estádio da Luz, Lisabon diváci: 60 131 rozhodčí: Srđan Jovanović |
| António Silva 17' João Mário 28' (pen.) Rafa Silva 35', 50' |     | Kean 21' Milik 77' McKennie 79' | Estádio da Luz, Lisabon diváci: 60 131 rozhodčí: Srđan Jovanović |

6. kolo
| 2. listopadu 2022 21:00 |     |                       |                                                                         |
| Juventus                | 1:2 | PSG                   | Allianz Stadium, Turín diváci: 41 089 rozhodčí: Carlos del Cerro Grande |
| Bonucci 39'             |     | Mbappé 13' Mendes 69' | Allianz Stadium, Turín diváci: 41 089 rozhodčí: Carlos del Cerro Grande |

| 2. listopadu 2022 21:00 UTC+3 |     |                                                                            |                                                                   |
| Maccabi Haifa                 | 1:6 | Benfica                                                                    | Sammy Ofer Stadium, Haifa diváci: 30 464 rozhodčí: Anthony Taylor |
| Chery 26' (pen.)              |     | Ramos 20' Musa 59' Grimaldo 69' Rafa Silva 73' Araújo 88' João Mário 90+2' | Sammy Ofer Stadium, Haifa diváci: 30 464 rozhodčí: Anthony Taylor |